# Mistrovství světa v judu 1981 – muži – lehká váha (-71kg)
Zápasy v judu na XI. mistrovství světa v kategorii lehkých vah mužů proběhly v Maastrichtu, 5. září 1981.

## Finále
| Finále       |              |
| ------------ | ------------ |
| Pak Čong-hak | Pak Čong-hak |
| Serge Dyot   | Pak Čong-hak |

## Opravy / O bronz
Do oprav se dostali judisté, kteří během turnaje prohráli svůj zápas s jedním ze dvou finalistů.
| opravy    | opravy             | opravy                  | o bronz                 |                    |
| --------- | ------------------ | ----------------------- | ----------------------- | ------------------ |
| volný los | Cendín Damdin      | Nicola Fetto            | Sándor Nagysolymosi st. | Vojislav Vujević   |
| volný los | Cendín Damdin      | Nicola Fetto            | Sándor Nagysolymosi st. | Vojislav Vujević   |
|           | Nicola Fetto       | Nicola Fetto            | Sándor Nagysolymosi st. | Vojislav Vujević   |
|           |                    | Sándor Nagysolymosi st. | Sándor Nagysolymosi st. | Vojislav Vujević   |
|           |                    |                         | Vojislav Vujević        | Vojislav Vujević   |
| volný los | Jürgen Fuechtmeyer | Karl-Heinz Lehmann      | Karl-Heinz Lehmann      | Karl-Heinz Lehmann |
| volný los | Jürgen Fuechtmeyer | Karl-Heinz Lehmann      | Karl-Heinz Lehmann      | Karl-Heinz Lehmann |
|           | Karl-Heinz Lehmann | Karl-Heinz Lehmann      | Karl-Heinz Lehmann      | Karl-Heinz Lehmann |
|           |                    | Clovis Masuda           | Karl-Heinz Lehmann      | Karl-Heinz Lehmann |
|           |                    |                         | Bernard Tambour         | Karl-Heinz Lehmann |

## Pavouk
|   | 1/64               | 1/32                    | 1/16                    | čtvrtfinále             | semifinále       | finále       |
| - | ------------------ | ----------------------- | ----------------------- | ----------------------- | ---------------- | ------------ |
| A | Magomed Parčijev   | Magomed Parčijev        | Nicola Fetto            | Pak Čong-hak            | Pak Čong-hak     | Pak Čong-hak |
| A | Michael Young      | Magomed Parčijev        | Nicola Fetto            | Pak Čong-hak            | Pak Čong-hak     | Pak Čong-hak |
| A | volný los          | Nicola Fetto            | Nicola Fetto            | Pak Čong-hak            | Pak Čong-hak     | Pak Čong-hak |
| A | volný los          | Nicola Fetto            | Nicola Fetto            | Pak Čong-hak            | Pak Čong-hak     | Pak Čong-hak |
| A | volný los          | Pak Čong-hak            | Pak Čong-hak            | Pak Čong-hak            | Pak Čong-hak     | Pak Čong-hak |
| A | volný los          | Pak Čong-hak            | Pak Čong-hak            | Pak Čong-hak            | Pak Čong-hak     | Pak Čong-hak |
| A | volný los          | Cendín Damdin           | Pak Čong-hak            | Pak Čong-hak            | Pak Čong-hak     | Pak Čong-hak |
| A | volný los          | Cendín Damdin           | Pak Čong-hak            | Pak Čong-hak            | Pak Čong-hak     | Pak Čong-hak |
| A | volný los          | Kijoto Kacuki           | Sándor Nagysolymosi st. | Sándor Nagysolymosi st. | Pak Čong-hak     | Pak Čong-hak |
| A | volný los          | Kijoto Kacuki           | Sándor Nagysolymosi st. | Sándor Nagysolymosi st. | Pak Čong-hak     | Pak Čong-hak |
| A | volný los          | Sándor Nagysolymosi st. | Sándor Nagysolymosi st. | Sándor Nagysolymosi st. | Pak Čong-hak     | Pak Čong-hak |
| A | volný los          | Sándor Nagysolymosi st. | Sándor Nagysolymosi st. | Sándor Nagysolymosi st. | Pak Čong-hak     | Pak Čong-hak |
| A | volný los          | Leonardo Amable         | Leonardo Amable         | Sándor Nagysolymosi st. | Pak Čong-hak     | Pak Čong-hak |
| A | volný los          | Leonardo Amable         | Leonardo Amable         | Sándor Nagysolymosi st. | Pak Čong-hak     | Pak Čong-hak |
| A | volný los          | Gé van den Elshout      | Leonardo Amable         | Sándor Nagysolymosi st. | Pak Čong-hak     | Pak Čong-hak |
| A | volný los          | Gé van den Elshout      | Leonardo Amable         | Sándor Nagysolymosi st. | Pak Čong-hak     | Pak Čong-hak |
| B | Edward Alkśnin     | Edward Alkśnin          | Edward Alkśnin          | Alain Cyr               | Vojislav Vujević | Pak Čong-hak |
| B | George Woods       | Edward Alkśnin          | Edward Alkśnin          | Alain Cyr               | Vojislav Vujević | Pak Čong-hak |
| B | volný los          | Cesar Chu               | Edward Alkśnin          | Alain Cyr               | Vojislav Vujević | Pak Čong-hak |
| B | volný los          | Cesar Chu               | Edward Alkśnin          | Alain Cyr               | Vojislav Vujević | Pak Čong-hak |
| B | volný los          | Alain Cyr               | Alain Cyr               | Alain Cyr               | Vojislav Vujević | Pak Čong-hak |
| B | volný los          | Alain Cyr               | Alain Cyr               | Alain Cyr               | Vojislav Vujević | Pak Čong-hak |
| B | volný los          | Antti Hyvärinen         | Alain Cyr               | Alain Cyr               | Vojislav Vujević | Pak Čong-hak |
| B | volný los          | Antti Hyvärinen         | Alain Cyr               | Alain Cyr               | Vojislav Vujević | Pak Čong-hak |
| B | volný los          | Vojislav Vujević        | Vojislav Vujević        | Vojislav Vujević        | Vojislav Vujević | Pak Čong-hak |
| B | volný los          | Vojislav Vujević        | Vojislav Vujević        | Vojislav Vujević        | Vojislav Vujević | Pak Čong-hak |
| B | volný los          | Mohamed Hosawi          | Vojislav Vujević        | Vojislav Vujević        | Vojislav Vujević | Pak Čong-hak |
| B | volný los          | Mohamed Hosawi          | Vojislav Vujević        | Vojislav Vujević        | Vojislav Vujević | Pak Čong-hak |
| B | volný los          | Steve Seck              | Steve Seck              | Vojislav Vujević        | Vojislav Vujević | Pak Čong-hak |
| B | volný los          | Steve Seck              | Steve Seck              | Vojislav Vujević        | Vojislav Vujević | Pak Čong-hak |
| B | volný los          | Iljan Nedkov            | Steve Seck              | Vojislav Vujević        | Vojislav Vujević | Pak Čong-hak |
| B | volný los          | Iljan Nedkov            | Steve Seck              | Vojislav Vujević        | Vojislav Vujević | Pak Čong-hak |
| C | Džilali Ben-Brahim | Karl-Heinz Lehmann      | Karl-Heinz Lehmann      | Serge Dyot              | Serge Dyot       | Serge Dyot   |
| C | Karl-Heinz Lehmann | Karl-Heinz Lehmann      | Karl-Heinz Lehmann      | Serge Dyot              | Serge Dyot       | Serge Dyot   |
| C | volný los          | Ahmad Sacher            | Karl-Heinz Lehmann      | Serge Dyot              | Serge Dyot       | Serge Dyot   |
| C | volný los          | Ahmad Sacher            | Karl-Heinz Lehmann      | Serge Dyot              | Serge Dyot       | Serge Dyot   |
| C | volný los          | Jürgen Fuechtmeyer      | Serge Dyot              | Serge Dyot              | Serge Dyot       | Serge Dyot   |
| C | volný los          | Jürgen Fuechtmeyer      | Serge Dyot              | Serge Dyot              | Serge Dyot       | Serge Dyot   |
| C | volný los          | Serge Dyot              | Serge Dyot              | Serge Dyot              | Serge Dyot       | Serge Dyot   |
| C | volný los          | Serge Dyot              | Serge Dyot              | Serge Dyot              | Serge Dyot       | Serge Dyot   |
| C | volný los          | Simion Toplicean        | Simion Toplicean        | Clovis Masuda           | Serge Dyot       | Serge Dyot   |
| C | volný los          | Simion Toplicean        | Simion Toplicean        | Clovis Masuda           | Serge Dyot       | Serge Dyot   |
| C | volný los          | Nasif Melika            | Simion Toplicean        | Clovis Masuda           | Serge Dyot       | Serge Dyot   |
| C | volný los          | Nasif Melika            | Simion Toplicean        | Clovis Masuda           | Serge Dyot       | Serge Dyot   |
| C | volný los          | Clovis Masuda           | Clovis Masuda           | Clovis Masuda           | Serge Dyot       | Serge Dyot   |
| C | volný los          | Clovis Masuda           | Clovis Masuda           | Clovis Masuda           | Serge Dyot       | Serge Dyot   |
| C | volný los          | Chen Hsieng-Chang       | Clovis Masuda           | Clovis Masuda           | Serge Dyot       | Serge Dyot   |
| C | volný los          | Chen Hsieng-Chang       | Clovis Masuda           | Clovis Masuda           | Serge Dyot       | Serge Dyot   |
| D | volný los          | Ioanis Kujalis          | Halldór Guðbjörnsson    | Bernard Tambour         | Bernard Tambour  | Serge Dyot   |
| D | volný los          | Ioanis Kujalis          | Halldór Guðbjörnsson    | Bernard Tambour         | Bernard Tambour  | Serge Dyot   |
| D | volný los          | Halldór Guðbjörnsson    | Halldór Guðbjörnsson    | Bernard Tambour         | Bernard Tambour  | Serge Dyot   |
| D | volný los          | Halldór Guðbjörnsson    | Halldór Guðbjörnsson    | Bernard Tambour         | Bernard Tambour  | Serge Dyot   |
| D | volný los          | Niokhor Diongue         | Bernard Tambour         | Bernard Tambour         | Bernard Tambour  | Serge Dyot   |
| D | volný los          | Niokhor Diongue         | Bernard Tambour         | Bernard Tambour         | Bernard Tambour  | Serge Dyot   |
| D | volný los          | Bernard Tambour         | Bernard Tambour         | Bernard Tambour         | Bernard Tambour  | Serge Dyot   |
| D | volný los          | Bernard Tambour         | Bernard Tambour         | Bernard Tambour         | Bernard Tambour  | Serge Dyot   |
| D | volný los          | Chris Bowles            | Chris Bowles            | Niklas Kristensson      | Bernard Tambour  | Serge Dyot   |
| D | volný los          | Chris Bowles            | Chris Bowles            | Niklas Kristensson      | Bernard Tambour  | Serge Dyot   |
| D | volný los          | José Maria Campos       | Chris Bowles            | Niklas Kristensson      | Bernard Tambour  | Serge Dyot   |
| D | volný los          | José Maria Campos       | Chris Bowles            | Niklas Kristensson      | Bernard Tambour  | Serge Dyot   |
| D | volný los          | Fernando Soria          | Niklas Kristensson      | Niklas Kristensson      | Bernard Tambour  | Serge Dyot   |
| D | volný los          | Fernando Soria          | Niklas Kristensson      | Niklas Kristensson      | Bernard Tambour  | Serge Dyot   |
| D | volný los          | Niklas Kristensson      | Niklas Kristensson      | Niklas Kristensson      | Bernard Tambour  | Serge Dyot   |
| D | volný los          | Niklas Kristensson      | Niklas Kristensson      | Niklas Kristensson      | Bernard Tambour  | Serge Dyot   |